# 全国コミュニティ・スクール連絡協議会
全国コミュニティ・スクール連絡協議会は、コミュニティ・スクールに関する情報交換と推進を目的にして、全国のコミュニティ・スクール指定校を所管する教育委員会教育長からなる組織として、2011年2月18日に設立された教育研究・実践団体である。現在は、コミュニティ・スクールの校長・教職員・学校運営協議会委員も会員に位置付けられている。

## 概要
現在、約600名の会員からなる。正会員はコミュニティ・スクールを指定する教育委員会の教育長、コミュニティ・スクールに指定された学校の校長、教職員、学校運営協議会委員などで、特別会員は関心のある方など。もともと文部科学省のコミュニティ・スクール「熟議」をきっかけにして設立されたもので、鈴木寛・元文部科学副大臣もその設立を支持し(『会報』第1号参照)、現在は顧問に就き、京都市の総会や岡山市のフォーラム、春日市のコミュニティ・スクール研究大会にも参加し、講演や講評を行っている。
「会報」の発行、大会・総会の開催、情報交換会・研究会などの開催を主な活動している。平成24年2月には、京都市で熟議と総会を開催し、同月には岡山市でフォーラムを開催し、コミュニティ・スクールの普及を進めている。事務局は、日本大学文理学部教育学科佐藤研究室から京都市教育委員会に移転した。
これまで開催された大会等は以下の通りである。
- 2011年2月18日　設立総会(国立オリンピック記念青少年総合センター)
- 2012年2月10日　第１回総会と熟議(京都市)
- 2012年2月11日　地域とともにある学校づくりフォーラム2012(岡山市)
- 2012年8月22日　全国コミュニティ・スクール研究大会in春日(福岡県春日市)
- 2013年1月31日　第２回総会と熟議(文部科学省)
- 2013年7月30日　全国コミュニティ・スクール研究大会in京都(京都市)
- 2014年8月５日　全国コミュニティ・スクール研究大会in下関(山口県下関市)兼:総会
- 2015年7月31日　全国コミュニティ・スクール研究大会in上越(新潟県上越市)
- 2016年8月28日～29日　全国コミュニティ・スクール研究大会in由利本荘(秋田県由利本荘市)
- 2017年8月4日　  全国コミュニティ・スクール研究大会in岐阜(岐阜市、長良川国際会館)
- 2018年10月12日　全国コミュニティ・スクール研究大会in三笠(北海道三笠市)
- 2019年8月1日　　全国コミュニティ・スクール研究大会inびんご府中(広島県府中市)
- 2021年2月～3月　全国コミュニティ・スクール研究大会in栃木(オンライン型)